# Aurélien Tchouaméni
Aurélien Djani Tchouaméni (ur. 27 stycznia 2000 w Rouen) – francuski piłkarz pochodzenia kameruńskiego, występujący na pozycji obrońcy w hiszpańskim klubie Real Madryt oraz pomocnika w reprezentacji Francji. Srebrny medalista Mistrzostw Świata 2022. Półfinalista Mistrzostw Europy 2024.

## Kariera klubowa

### Girondins Bordeaux
W 2011 dołączył do akademii Girondins de Bordeaux. 1 lipca 2017 został włączony do zespołu rezerw. W drugiej drużyny zadebiutował 19 sierpnia 2017 w meczu Championnat National 3 przeciwko Genêts Anglet (1–0). Pierwszą bramkę dla drużyny rezerw zdobył 8 kwietnia 2018 w meczu ligowym przeciwko AS Cozes (1–4). 1 lipca 2018 został przesunięty do pierwszego zespołu. Zadebiutował 26 lipca 2018 w meczu kwalifikacji do Ligi Europy przeciwko FK Ventspils (0:1). Pierwszego gola zdobył 9 sierpnia 2018 w meczu kwalifikacji do Ligi Europy przeciwko FK Mariupol (1–3). W Ligue 1 zadebiutował 12 sierpnia 2018 w meczu przeciwko RC Strasbourg (0–2). 20 września 2018 zadebiutował w fazie grupowej Ligi Europy w meczu przeciwko SK Slavii Praga (1–0).

### AS Monaco FC
29 stycznia 2020 podpisał kontrakt z klubem AS Monaco FC. Zadebiutował 1 lutego 2020 w meczu Ligue 1 przeciwko Nîmes Olympique (3–1). Pierwszą bramkę zdobył 23 stycznia 2021 w meczu ligowym przeciwko Olympique Marsylia (3:1).

### Real Madryt
11 czerwca 2022 kluby ogłosiły, że 1 lipca 2022 Tchouaméni zostanie piłkarzem Realu Madryt, podpisując sześcioletni kontrakt. Ustalona kwota transferu wyniosła 80 milionów euro.

## Kariera reprezentacyjna

### Reprezentacja Francji U-17
W 2016 roku otrzymał powołanie do reprezentacji Francji U-17. Zadebiutował w meczu kwalifikacji do Mistrzostw Europy U-17 2017 przeciwko reprezentacji Czarnogóry U-17. 30 kwietnia 2017 otrzymał powołanie do kadr reprezentacji Francji na turniej finałowy Mistrzostw Europy U-17 2017. Na Euro U-17 2017 zadebiutował 3 maja 2017 w meczu fazy grupowej przeciwko reprezentacji Węgier U-17 (3–2). 21 września 2017 otrzymał powołanie na Mistrzostwa Świata U-17 2017. Na Mundialu U-17 2017 zadebiutował 8 października 2017 w meczu fazy grupowej przeciwko reprezentacji Nowej Kaledonii U-17 (1–7).

### Reprezentacja Francji U-20
W 2019 roku otrzymał powołanie do reprezentacji Francji U-20. Zadebiutował 6 września 2019 w meczu towarzyskim przeciwko reprezentacji Chorwacji U-20 (1–1).

## Statystyki

### Klubowe
Aktualne na dzień 16 marca 2024.
| Klub                        | Sezon              | Liga                   | Liga  | Liga   | Puchar kraju | Puchar kraju | Puchar ligi | Puchar ligi | Europa | Europa | Pozostałe | Pozostałe | Suma  | Suma   |
| Klub                        | Sezon              | Liga                   | Mecze | Bramki | Mecze        | Bramki       | Mecze       | Bramki      | Mecze  | Bramki | Mecze     | Bramki    | Mecze | Bramki |
| --------------------------- | ------------------ | ---------------------- | ----- | ------ | ------------ | ------------ | ----------- | ----------- | ------ | ------ | --------- | --------- | ----- | ------ |
| FC Girondins de Bordeaux II | 2017/2018          | Championnat National 3 | 16    | 3      | 0            | 0            | –           | –           | –      | –      | –         | –         | 16    | 3      |
| FC Girondins de Bordeaux II | Ogólnie            | Ogólnie                | 16    | 3      | 0            | 0            | 0           | 0           | 0      | 0      | 0         | 0         | 16    | 3      |
| FC Girondins de Bordeaux    | 2018/2019          | Ligue 1                | 10    | 0      | 0            | 0            | 0           | 0           | 9      | 1      | –         | –         | 19    | 1      |
| FC Girondins de Bordeaux    | 2019/2020          | Ligue 1                | 15    | 0      | 1            | 0            | 2           | 0           | –      | –      | –         | –         | 18    | 0      |
| FC Girondins de Bordeaux    | Ogólnie            | Ogólnie                | 25    | 0      | 1            | 0            | 2           | 0           | 9      | 1      | –         | –         | 37    | 1      |
| AS Monaco FC                | 2019/2020          | Ligue 1                | 3     | 0      | –            | –            | –           | –           | –      | –      | –         | –         | 3     | 0      |
| AS Monaco FC                | 2020/2021          | Ligue 1                | 36    | 2      | 6            | 1            | –           | –           | –      | –      | –         | –         | 42    | 3      |
| AS Monaco FC                | 2021/2022          | Ligue 1                | 35    | 3      | 4            | 1            | –           | –           | 11     | 1      | –         | –         | 50    | 5      |
| AS Monaco FC                | Ogólnie            | Ogólnie                | 74    | 5      | 10           | 2            | 0           | 0           | 11     | 1      | –         | –         | 95    | 8      |
| Real Madryt                 | 2022/2023          | Primera Division       | 33    | 0      | 4            | 0            | –           | –           | 10     | 0      | 3         | 0         | 50    | 0      |
| Real Madryt                 | 2023/2024          | Primera Division       | 23    | 2      | 1            | 0            | –           | –           | 5      | 0      | 2         | 0         | 31    | 2      |
| Real Madryt                 | Ogólnie            | Ogólnie                | 56    | 2      | 5            | 0            | –           | –           | 15     | 0      | 5         | 0         | 81    | 2      |
| Ogólnie w karierze          | Ogólnie w karierze | Ogólnie w karierze     | 171   | 10     | 16           | 2            | 2           | 0           | 35     | 2      | 5         | 0         | 230   | 14     |

### Reprezentacyjne
Aktualne na 26 marca 2024.
| Reprezentacja | Rok     | Mecze | Bramki |
| ------------- | ------- | ----- | ------ |
| Francja U-17  |         |       |        |
| 2016          | 4       | 0     |        |
| 2017          | 10      | 0     |        |
| Ogólnie       | Ogólnie | 14    | 0      |
| Francja U-20  |         |       |        |
| 2019          | 5       | 0     |        |
| Ogólnie       | Ogólnie | 4     | 0      |
| Francja U-21  |         |       |        |
| 2021          | 4       | 0     |        |
| Ogólnie       | Ogólnie | 4     | 0      |
| Francja       | 2021    | 7     | 0      |
| Francja       | 2022    | 14    | 2      |
| Francja       | 2023    | 8     | 1      |
| Francja       | 2024    | 9     | 0      |
| Francja       | 2025    | 2     | 0      |
| Ogólnie       | Ogólnie | 40    | 3      |

| Mecze i gole w reprezentacji młodzieżowej | Mecze i gole w reprezentacji młodzieżowej | Mecze i gole w reprezentacji młodzieżowej | Mecze i gole w reprezentacji młodzieżowej | Mecze i gole w reprezentacji młodzieżowej | Mecze i gole w reprezentacji młodzieżowej | Mecze i gole w reprezentacji młodzieżowej | Mecze i gole w reprezentacji młodzieżowej |
| Lp.                                       | Data                                      | Miejsce                                   | Gospodarz                                 | Gość                                      | Wynik                                     | Gol                                       | Rozgrywki                                 |
| ----------------------------------------- | ----------------------------------------- | ----------------------------------------- | ----------------------------------------- | ----------------------------------------- | ----------------------------------------- | ----------------------------------------- | ----------------------------------------- |
| 1.                                        | 06.09.2019                                | Zagrzeb                                   | Chorwacja U-20                            | Francja U-20                              | 1:1                                       |                                           | Mecz towarzyski                           |
| 2.                                        | 08.09.2019                                | Maribor                                   | Słowenia U-20                             | Francja U-20                              | 2:2                                       |                                           | Mecz towarzyski                           |
| 3.                                        | 12.10.2019                                | Salon-de-Provence                         | Francja U-20                              | Szwecja U-20                              | 1:0                                       |                                           | Mecz towarzyski                           |
| 4.                                        | 15.11.2019                                | Salon-de-Provence                         | Francja U-20                              | Turcja U-20                               | 4:0                                       |                                           | Mecz towarzyski                           |
| 5.                                        | 19.11.2019                                | Salon-de-Provence                         | Francja U-20                              | Holandia U-20                             | 2:1                                       |                                           | Mecz towarzyski                           |
| 1.                                        | 25.03.2021                                | Szombathely                               | Francja U-21                              | Dania U-21                                | 0:1                                       |                                           | ME U-21                                   |
| 2.                                        | 28.03.2021                                | Szombathely                               | Rosja U-21                                | Francja U-21                              | 0:2                                       |                                           | ME U-21                                   |
| 3.                                        | 31.03.2021                                | Győr                                      | Islandia U-21                             | Francja U-21                              | 0:2                                       |                                           | ME U-21                                   |
| 4.                                        | 31.05.2021                                | Budapeszt                                 | Holandia U-21                             | Francja U-21                              | 2:1                                       |                                           | ME U-21                                   |

| Mecze i gole w reprezentacji seniorskiej | Mecze i gole w reprezentacji seniorskiej | Mecze i gole w reprezentacji seniorskiej | Mecze i gole w reprezentacji seniorskiej | Mecze i gole w reprezentacji seniorskiej | Mecze i gole w reprezentacji seniorskiej | Mecze i gole w reprezentacji seniorskiej | Mecze i gole w reprezentacji seniorskiej |
| Lp.                                      | Data                                     | Miejsce                                  | Gospodarz                                | Gość                                     | Wynik                                    | Gol                                      | Rozgrywki                                |
| ---------------------------------------- | ---------------------------------------- | ---------------------------------------- | ---------------------------------------- | ---------------------------------------- | ---------------------------------------- | ---------------------------------------- | ---------------------------------------- |
| 1.                                       | 01.09.2021                               | Saint-Denis                              | Francja                                  | Bośnia i Hercegowina                     | 1:1                                      |                                          | el. MŚ 2022                              |
| 2.                                       | 04.09.2021                               | Kijów                                    | Ukraina                                  | Francja                                  | 1:1                                      |                                          | el. MŚ 2022                              |
| 3.                                       | 07.09.2021                               | Décines-Charpieu                         | Francja                                  | Finlandia                                | 2:0                                      |                                          | el. MŚ 2022                              |
| 4.                                       | 07.10.2021                               | Turyn                                    | Belgia                                   | Francja                                  | 2:3                                      |                                          | LN 2020/2021                             |
| 5.                                       | 10.10.2021                               | Mediolan                                 | Hiszpania                                | Francja                                  | 1:2                                      |                                          | LN 2020/2021                             |
| 6.                                       | 13.11.2021                               | Paryż                                    | Francja                                  | Kazachstan                               | 8:0                                      |                                          | el. MŚ 2022                              |
| 7.                                       | 16.11.2021                               | Helsinki                                 | Finlandia                                | Francja                                  | 0:2                                      |                                          | el. MŚ 2022                              |
| 8.                                       | 25.03.2022                               | Marsylia                                 | Francja                                  | Wybrzeże Kości Słoniowej                 | 2:1                                      | Gol                                      | Mecz towarzyski                          |
| 9.                                       | 03.06.2022                               | Saint-Denis                              | Francja                                  | Dania                                    | 1:2                                      |                                          | LN 2022/2023                             |
| 10.                                      | 06.06.2022                               | Split                                    | Chorwacja                                | Francja                                  | 1:1                                      |                                          | LN 2022/2023                             |
| 11.                                      | 10.06.2022                               | Wiedeń                                   | Austria                                  | Francja                                  | 1:1                                      |                                          | LN 2022/2023                             |
| 12.                                      | 13.06.2022                               | Saint-Denis                              | Francja                                  | Chorwacja                                | 0:1                                      |                                          | LN 2022/2023                             |
| 13.                                      | 22.09.2022                               | Saint-Denis                              | Francja                                  | Austria                                  | 2:0                                      |                                          | LN 2022/2023                             |
| 14.                                      | 25.09.2022                               | Kopenhaga                                | Dania                                    | Francja                                  | 2:0                                      |                                          | LN 2022/2023                             |
| 15.                                      | 22.11.2022                               | Al-Wakra                                 | Francja                                  | Australia                                | 4:1                                      |                                          | MŚ 2022                                  |
| 16.                                      | 26.11.2022                               | Doha                                     | Francja                                  | Dania                                    | 2:1                                      |                                          | MŚ 2022                                  |
| 17.                                      | 30.11.2022                               | Ar-Rajjan                                | Francja                                  | Tunezja                                  | 0:1                                      |                                          | MŚ 2022                                  |
| 18.                                      | 04.12.2022                               | Doha                                     | Francja                                  | Polska                                   | 3:1                                      |                                          | MŚ 2022                                  |
| 19.                                      | 10.12.2022                               | Al-Chaur                                 | Francja                                  | Anglia                                   | 2:1                                      | Gol                                      | MŚ 2022                                  |
| 20.                                      | 14.12.2022                               | Al-Chaur                                 | Francja                                  | Maroko                                   | 2:0                                      |                                          | MŚ 2022                                  |
| 21.                                      | 18.12.2022                               | Lusajl                                   | Francja                                  | Argentyna                                | 3:3 (k. 2:4)                             |                                          | MŚ 2022                                  |
| 22.                                      | 24.03.2023                               | Saint-Denis                              | Francja                                  | Holandia                                 | 4:0                                      |                                          | el. ME 2024                              |
| 23.                                      | 27.03.2023                               | Dublin                                   | Irlandia                                 | Francja                                  | 0:1                                      |                                          | el. ME 2024                              |
| 24.                                      | 16.06.2023                               | Faro                                     | Gibraltar                                | Francja                                  | 0:3                                      |                                          | el. ME 2024                              |
| 25.                                      | 19.06.2023                               | Saint-Denis                              | Francja                                  | Grecja                                   | 1:0                                      |                                          | el. ME 2024                              |
| 26.                                      | 07.09.2023                               | Paryż                                    | Francja                                  | Irlandia                                 | 2:0                                      | Gol                                      | el. ME 2024                              |
| 27.                                      | 12.09.2023                               | Dortmund                                 | Niemcy                                   | Francja                                  | 2:1                                      |                                          | Mecz towarzyski                          |
| 28.                                      | 13.10.2023                               | Amsterdam                                | Holandia                                 | Francja                                  | 1:2                                      |                                          | el. ME 2024                              |
| 29.                                      | 17.10.2023                               | Villeneuve-d’Ascq                        | Francja                                  | Szkocja                                  | 4:1                                      |                                          | Mecz towarzyski                          |
| 30.                                      | 23.03.2024                               | Décines-Charpieu                         | Francja                                  | Niemcy                                   | 0:2                                      |                                          | Mecz towarzyski                          |
| 31.                                      | 26.03.2024                               | Marsylia                                 | Francja                                  | Chile                                    | 3:2                                      |                                          | Mecz towarzyski                          |
| 32.                                      | 21.06.2024                               | Lipsk                                    | Francja                                  | Holandia                                 | 0:0                                      |                                          | ME 2024                                  |
| 33.                                      | 25.06.2024                               | Dortmund                                 | Francja                                  | Polska                                   | 1:1                                      |                                          | ME 2024                                  |
| 34.                                      | 01.07.2024                               | Düsseldorf                               | Francja                                  | Belgia                                   | 1:0                                      |                                          | ME 2024                                  |
| 35.                                      | 05.07.2024                               | Hamburg                                  | Francja                                  | Portugalia                               | 0:0 (k. 5:3)                             |                                          | ME 2024                                  |
| 36.                                      | 09.07.2024                               | Monachium                                | Francja                                  | Hiszpania                                | 1:2                                      |                                          | ME 2024                                  |
| 37.                                      | 10.10.2024                               | Budapeszt                                | Izrael                                   | Francja                                  | 1:4                                      |                                          | LN 2024/2025                             |
| 38.                                      | 14.10.2024                               | Bruksela                                 | Belgia                                   | Francja                                  | 1:2                                      |                                          | LN 2024/2025                             |
| 39.                                      | 20.03.2025                               | Split                                    | Chorwacja                                | Francja                                  | 2:0                                      |                                          | LN 2024/2025                             |
| 40.                                      | 23.03.2025                               | Saint-Denis                              | Francja                                  | Chorwacja                                | 2:0 (k. 5:4)                             |                                          | LN 2024/2025                             |

## Sukcesy

### Real Madryt
- Puchar Króla: 2022/2023
- Superpuchar Hiszpanii: 2023/2024
- Superpuchar UEFA: 2022, 2024
- Klubowe mistrzostwo świata: 2022
- Liga mistrzów: 2023/24

### Reprezentacyjne
- Liga Narodów UEFA: 2020/2021
- Wicemistrzostwo świata: 2022